# جيبة عجانية عميقة
الجيبة العجانية العميقة (بالإنجليزية: Deep perineal pouch)‏ هي الحيز التشريحي الموجود جزئيًا في العجان، ويقع أعلى الغشاء العجاني.

## المحتويات
تحتوي الجيبة العجانية العميقة على:
- عضلات
  - عضلة عجانية مستعرضة
  - عضلة مصرة ظاهرة لإحليل الذكر
  - عضلة مصرة ظاهرة لإحليل الأنثى
  - عضلة إحليلية ضاغطة وتكون موجودة في الأنثى أحيانًا[3]
  - مصرة إحليلية مهبلية وتكون موجودة في الأنثى أحيانًا[3]
- أخرى
  - إحليل غشائي في الذكر، والجزء القريب من الإحليل في الأنثى
  - غدة بصلية إحليلية (ذكر). أما ما يقبلها في الأنثى وهي غدة بارتولين فتوجد في الجيبة العجانية السطحية
  - مهبل (أنثى)

## روابط خارجية
- صور تشريحية:41:10-0102 في مركز داونستيت الطبي التابع لجامعة نيويورك – "The Female Perineum: The Perineal Nerve"
- صور تشريحية:41:13-0100 في مركز داونستيت الطبي التابع لجامعة نيويورك – "The Female Perineum – The Deep Perineal Pouch"
- شكل تشريحي: 43:04-09 على موقع مركز سوني دونستات الطبي (تشريح بشري عبر الإنترنت). – "The urinary bladder and the urethra as seen in a frontal section of the female pelvis."
- صور تشريحية:44:05-0102 في مركز داونستيت الطبي التابع لجامعة نيويورك – "The Male Pelvis: The Prostate Gland"
- درسٌ تشريحي حول perineum مُعدٌ بواسطة ويسلي نورمان (جامعة جورجتاون). (maleugtriangle3)
- تشريح دارتموث figures/chapter_35/35-1.HTM
- http://www.instantanatomy.net/abdomen/areas/perineum/mdeepperinealpouch.html